# Taika-reform
A Taika-reform (大化の改新, Taika no kaisin) tágan értelmezve a japán 7. század második felének politikai változásai, szorosabban a Fudzsivarák ősének, Nakatomi no Kamatarinak (Fudzsivara no Kamatari) és Naka no Óe hercegnek, a későbbi Tendzsi császárnak reformjai, melyek a törzsek erejének megtörésére és a császári ház központi hatalmának kínai mintára történő megalapozására irányultak (lakossági nyilvántartás, földosztás, a tartományi rendszer kialakítása, általános adókötelezettség stb.).